# Pseudodipteros

Pseudodipteros (půdorysné schema)

Pseudodipteros (řecky: ψευδοδίπτερος) je jeden z typů řeckých chrámů.

## Popis
Pseudodipteros má, stejně jako dipteros, sloupovou halu, peristasis, hlubokou na dvě osové vzdálenosti mezi sloupy. Z venku vypadá jako dipteros, vnitřní sloupořadí je však vynecháno. Vznikl tak ochoz jako velkorysá hala, která podle Vitruvia (3, 3, 8-9) umožnila velkému počtu lidí trávit čas uvnitř budovy i v hale ochozu.

## Příklady
Vitruvius (3, 3, 8) připisuje vynález pseudodiptera působení architekta Hermogenese ve 2. století před Kristem. V Messe na ostrově Lesbos a v Chryse ve Troadě (Apollonův chrám Smintheus) existují dva chrámy pseudodipteroi (množné číslo slova pseudodipteros), které mohly vzniknout během života Hermogenese, pokud nejsou dokonce ještě starší. Nejznámějším příkladem tohoto typu chrámu je však chrám bohyně Artemis Leukophryne v Magnesii na Mäandru, který Hermogenes navrhl i postavil. Tato iónská stavba vznikla začátkem 2. století před Kristem. Měla 8 × 15 sloupů a v čelní straně byly jejich osové vzdálenosti zvětšeny. To odráží vliv archaických dipteroi, které obvykle také měly ve středu zvětšenou osovou vzdálenost sloupů. Dokonce i v pronaosu tohoto chrámu se znovu opakuje vynechání vnějšího sloupu. Zůstaly tam pouze naprosto nezbytné sloupy pro zastřešení, každý druhý sloup byl odstraněn. Dalším příkladem tohoto typu chrámu je Hekateion v Lagině z konce 2. století před naším letopočtem, který jako jediný pseudodipteros neměl žádný opistodom a jeho 8 × 11 sloupy jsou velmi mohutné.